# Charles Monot
Pour les articles homonymes, voir Monot.
Compléments
Charles Monot est un médecin et un homme politique français né le 22 juin 1830 à Moux-en-Morvan (Nièvre) et décédé le 14 février 1914 à Montsauche-les-Settons (Nièvre).

## Biographie
Fils de Pierre Monot, marchand, et de dame Françoise-Elise Rasse, Charles Monot naît le 22 juin 1830 à Moux-en-Morvan (Nièvre).
Dès 1853, il soigne les malades du choléra, à Paris (1853) puis en Haute-Saône (1854) et dans le Doubs (1857). 

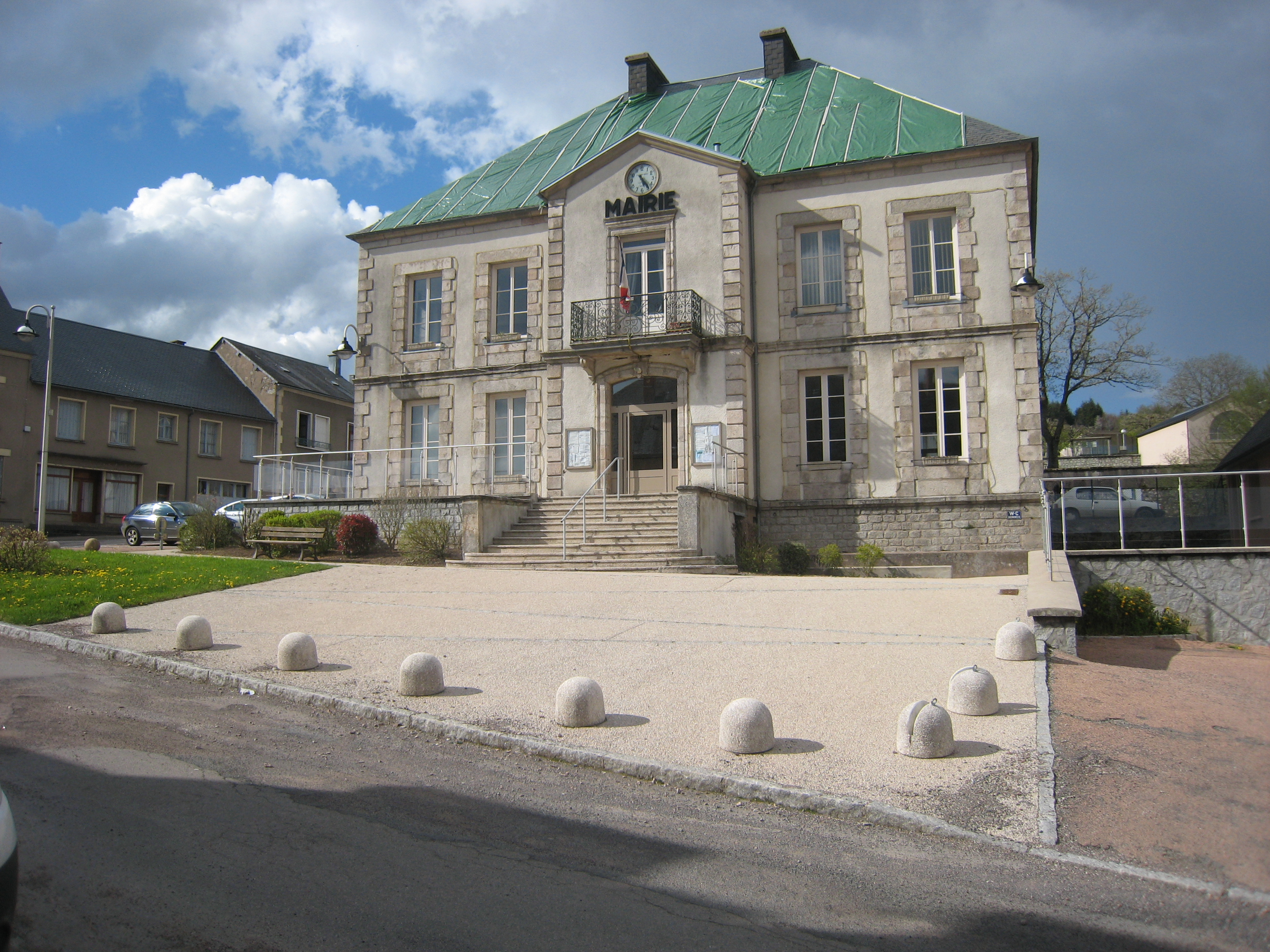
Mairie de Montsauche-les-Settons (Nièvre).

Maire bonapartiste de Moux (1860-1870), puis de Montsauche-les-Settons (Nièvre) (1875-1914), il dénonce l'importance de la mortalité des enfants placés dans son canton et s'attaque à la pratique de la nourrice "sur lieu", critiquant les femmes qui, par appât du gain, partent à Paris et abandonnent leurs propres enfants. 
On lui doit notamment, en 1872, une étude très remarquée : De la mortalité excessive des enfants pendant la première année de leur existence, ses causes et des moyens de la restreindre. Il y dénonce notamment les dangers courus par le nouveau-né lors de sa présentation à la mairie et, plus encore, à son baptême, alors qu’il est transporté dans une église sombre, froide et humide, et se prononce en faveur d’un baptême à domicile.
Il fonde, à Montsauche, un musée cantonal.
En 1873, il devient membre de la Société nivernaise des lettres, sciences et arts.
Il meurt à son domicile à Montsauche-les-Settons à l'âge de 83 ans.

## Distinction
Charles Monot est fait chevalier de la Légion d'honneur par décret du 7 août 1875.